# La spada e la magia
La spada e la magia (Sorceress) è un film di sword and sorcery del 1982 diretto da Jack Hill (accreditato come Brian Stuart) e interpretato da Leigh Harris e Lynette Harris. È stato l'ultimo film diretto da Jack Hill.

## Trama
Per mantenere i suoi poteri, il malvagio mago Traigon deve sacrificare il suo primogenito al dio Caligara. Dopo aver dato alla luce due gemelle, Mara e Mira, sua moglie si rifiuta di dire a Traigon quale è nata per prima. Fugge con le bambine piccole e convince un contadino ad allevarle come ragazzi guerrieri; l'inseguitore Traigon le infligge una ferita mortale.
Tuttavia, lei lo trafigge con una lancia e lo bandisce magicamente per 20 anni prima di morire. Il mago errante simile a un hippie Krona arriva e aiuta anche a sconfiggere Traigon e dà alle bambine i suoi poteri magici e quelli delle arti marziali. Dice loro anche di invocare il potere superiore chiamato "Vitale" quando sono nei guai.
Quando Traigon ritorna, riprende a dare la caccia alle sue figlie ormai adulte (le sorelle Harris), con l'intenzione di sacrificarle a Caligara. Le gemelle si avvalgono dell'aiuto di un satiro, Pando, di un giovane barbaro dai capelli ricci, Erlick, e di un vichingo, Baldar, nella loro lotta per sconfiggere il proprio padre.
Le gemelle, mentre nuotano nude in uno stagno, notano che Pando le spia, anche se sono troppo ingenue per capirne il motivo. Passa Baldar e si mettono in cammino. In un mercato cittadino, si imbattono in Erlick che usa dadi truccati per vincere soldi al gioco d'azzardo. I suoi avversari si arrabbiano e lo attaccano, ma lui scappa e si unisce a Baldar, Pando e alle gemelle.
Le forze di Traigon uccidono i genitori adottivi delle gemelle e violentano la loro sorella adottiva, anche se le gemelle tornano da altrove e sconfiggono i predoni. Krona arriva, ormai vecchio, ed entra nel fuoco, dopo essersi scusato per essere arrivato troppo tardi per salvare la famiglia delle gemelle.
In un rifugio, le gemelle iniziano a spogliarsi dei loro vestiti da ragazzo e dei cappelli cilindrici; Baldar, che in precedenza le chiamava "ragazzi", ed Erlick sono agitati e cercano di spiegare alle gemelle che non sono veramente ragazzi. Seguono altre avventure, tra cui le scimmie addestrate di Traigon che lanciano frutta esplosiva alla festa. A una scimmia, una delle preferite del luogotenente di Traigon, Delissia, viene promessa Mira come sua.
Alla fine le forze di Traigon catturano Erlick e Mara (la primogenita) e li portano al castello di Traigon. Erlick viene spogliato nudo e sta per essere trafitto dal basso, ma viene liberato appena in tempo, quando rivela il suo sangue reale come figlio di un re. Traigon decide che il sangue reale di Erlick sarà utile per preparare Mara al sacrificio; fa vestire Mara con abiti femminili e cerca di accoppiarla con Erlick.
Erlick e Mara hanno un intermezzo romantico, che Mira può sentire telepaticamente; Pando, vedendola contorcersi, si emoziona, ma Baldar, dicendo che ha giurato di proteggere le gemelle, lo trattiene. Baldar e Mira tentano quindi di salvare Erlick e Mara, ma vengono gettati in una fossa.
Tuttavia, la scimmia a cui Mira era stata promessa, scopre la fossa. Il gruppo deve affrontare gli zombie malvagi che Traigon sta facendo uscire, come parte del suo piano malvagio. Nel frattempo, Pando ha allevato un esercito di abitanti del villaggio e capre, che arriva per aiutare Baldar e Mira.
Erlick sta per sacrificare Mara con un coltello, quando si ricorda del nome "Vital", e lo invoca. Un dio benevolo che assomiglia ad un leone volante appare nel cielo e invia raggi di forza che scacciano il malvagio Caligara, che è arrivato e sta facendo scendere esplosioni verso il campo di battaglia. Le gemelle uccidono il padre Traigon.
Alla fine, Erlick ha sia Mara che Mira tra le sue braccia. Baldar è perplesso, ma Erlick gli ricorda che le gemelle sono, dopo tutto, "due che sono uno", un ritornello in tutto il film, e lui e le gemelle ridono.

## Sviluppo
Jack Hill dice che Roger Corman lo ha contattato per realizzare un film di  sword and sorcery ispirato al successo di Conan il barbaro. Jack Hill:
"A quel tempo, Roger Corman aveva uno studio di effetti speciali [ai New World Studios di Venice, California] che stava facendo un ottimo lavoro. Avevano fatto parte del lavoro sugli effetti speciali in 1997: Fuga da New York (1981) di John Carpenter e in altri grandi film, e Roger Corman possedeva lui stesso l'unità degli effetti speciali, quindi poteva farlo con un budget basso. Quindi per me è stata un'opportunità per realizzare qualcosa che assomigliasse a un grande film, cosa che non avevo mai avuto l'opportunità di fare prima. Pensavo che questo avrebbe potuto farmi tornare a fare film mainstream."
"Avrei dovuto saperlo meglio", scherzò Jack Hill più tardi.
Jack Hill ha detto di essere stato ispirato a fare un film sulle gemelle ispirato a The Corsican Brothers. Jack Hill dice di aver scritto la sceneggiatura "interamente", ma Jim Wynorski è l'unico accreditato. Inoltre afferma che "i dialoghi purtroppo sono stati tutti doppiati da dilettanti e impiegati, di cui non sono stato coinvolto."
Secondo lui, Corman voleva girare il film nelle Filippine, poi ha ottenuto un accordo per farlo in Portogallo. Hill visitò quel paese e scoprì che non avevano le strutture necessarie. Corman sarebbe poi riuscito a farcela in Italia, cosa che Hill pensava sarebbe stata l'ideale. Poi, due settimane prima delle riprese, Corman disse a Hill che aveva concordato un accordo migliore in Messico, ed è lì che è stato girato il film.
Jack Hill ha detto: "Siamo stati lì per tre o quattro mesi mentre mettevano insieme questo strano tipo di accordo con vari truffatori come (da un lato) il governo messicano e (dall'altro) Hemdale, che ora è molto noto".

## Riprese
Il film è stato girato in Messico nell'ottobre del 1981. La produzione è stata estremamente difficile, afflitta da pioggia, fuoco e budget limitato. Jack Hill ha affermato che Roger Corman non ha mai mantenuto il budget promesso, costringendolo a scendere a compromessi sia sugli effetti speciali che sulla musica. (Hill afferma che l'aumento del mercato dei video ha causato il calo dei drive in e Corman era ancora più preoccupato del solito per i soldi.)
Hill dice che la troupe messicana "ha lavorato con tutto il cuore sul film", ma gli ha anche detto che "questa produzione ha avuto il maggior numero di problemi di qualsiasi film a cui abbiano mai lavorato - ogni genere di cose è andato storto. Anche il deposito cinematografico messicano nel lotto dello studio esplose."
Hill ha scritto la parte di Pando per Sid Haig che era apparso in molti dei film di Hill, ma Corman non ha voluto pagare il compenso dell'attore, quindi un'altra persona ha interpretato il ruolo.
Come molti film dei New World Pictures dell'epoca, riutilizzava la colonna sonora di James Horner tratta da I magnifici sette nello spazio (1980).